# Nébel (instrumento)
O nébel ou nablo(grafia alternativa náblio), é um antigo instrumento de cordas, semelhante a uma harpa ou saltério, dotado de 10 a 12 cordas, tendo sido usado pelos fenícios durante a época clássica, chegou a ser usado pelos israelitas ainda durante a Idade Média.

## Etimologia
Os substantivos «nébel» e «nablo» provêm do étimo hebraico נֵבֶל (nēḇel), que, no caso de «nablo» e «náblio» sofreu influência do latim tardio «nablu»  e este, por sua vez, do grego clássico νάβλα (nabla).

## Historiografia
Há várias teorias sobre que tipo de instrumento seria o nébel, as quais incluem variações do saltério, da harpa e da cítara, os quais são instrumentos dedilhados, como o quinor, com cordas que atravessam uma caixa de ressonância, à guisa de guitarra clássica ou cítara modernas.
A maioria dos estudiosos acredita que o nébel seria uma harpa de moldura, isto é, um instrumento dedilhado, cujas cordas saiam da caixa de ressonância. 

## Abonações histórico-literárias

### Na Bíblia
A versão King James traduz a palavra para o inglês como saltério ou viola, e o Livro de Oração Comum traduz alaúde. 
A palavra nébel foi adotada para "harpa" no hebraico moderno.

### Na literatura grega clássica
Os gregos traduziram o nome deste instrumento como nabla (νάβλα, "harpa fenícia").    Com efeito, a «nabla», mencionada por Ateneu na obra " Os Deipnosofistas ", é descrita como "uma invenção dos fenícios".
Ateneu relata que Místaco descreveu os nablos como instrumentos de harmonia, com uma flor de lótus fixada ao longo dos lados. Atento o relato, o instrumento produz uma música animada, que não é suave, nem doce, mas sim alegre, semelhante ao canto no estilo báquico.